# Miconia paradisica
Miconia paradisica är en tvåhjärtbladig växtart som beskrevs av John Julius Wurdack. Miconia paradisica ingår i släktet Miconia och familjen Melastomataceae. Inga underarter finns listade i Catalogue of Life.